# Anne de Beauchamp, XVI contessa di Warwick
Anne de Beauchamp (Caversham, 13 luglio 1426 – 20 settembre 1492) fu contessa di Warwick.

## Biografia
Era figlia di Richard de Beauchamp, XIII conte di Warwick e della seconda moglie Isabel le Despenser, contessa di Worcester.
Sua madre era figlia di Thomas le Despenser, I conte di Gloucester, e di Costanza di York. Era dunque imparentata con il Casato di York, in lotta a quel tempo con il rivale Casato di Lancaster.
Anne era nata nel Castello di Caversham nel Berkshire. Venne data in moglie a Richard Neville, figlio cadetto di Richard Neville, V conte di Salisbury e Alice di Montacute, unica erede del conte di Salisbury. Suo marito discendeva dunque dalla più alta aristocrazia inglese.
In seguito alla morte del padre Richard de Beauchamp, e successivamente a quella di suo fratello Henry e di sua nipote Anne, Anna poté far assumere a suo marito Richard il titolo e le vaste proprietà del conte di Warwick.
Tuttavia, l'eredità venne contestata da altri pretendenti ma Richard Neville fu in grado di mantenere le tenute intatte senza addivenire a suddivisioni ereditarie.
Anne ebbe due figlie che riuscirono ad arrivare in età adulta:
- Isabella Neville (1451-1476);
- Anna Neville (1456-1485).

La ricchezza delle sue proprietà portò ad uno scontro tra le sue figlie dopo la morte di Richard Neville. La prima, Isabella, aveva infatti sposato Giorgio Plantageneto, I duca di Clarence, appartenente al Casato di York, mentre la seconda Anna era andata in sposa a Edoardo di Lancaster. I diversi matrimoni delle figlie, le quali si trovarono ad appartenere a schieramenti opposti all'interno della Guerra delle due rose, erano dovuti al cambio di alleanze di suo marito Richard Neville dapprima favorevole agli York e poi dei Lancaster.
Quando anche la figlia Anna, dopo esser rimasta vedova, sposò uno York ossia Riccardo Duca di Gloucester fratello di Giorgio, la questione ereditaria si risolse: molte delle proprietà dei Neville passarono alla famiglia York.
Anne de Beauchamp sopravvisse alle figlie e anche ai generi morendo all'età di sessantasei anni. Alla sua morte, ad ereditare alla fine la contea di Neville fu il nipote Edoardo Plantageneto, figlio di Giorgio ed Isabella.

## Ascendenza
|                                             |                                            |                                              | Genitori                                         |  |  | Nonni |  |  | Bisnonni                                 |  |  | Trisnonni                            |  |
|                                             |                                            |                                              |                                                  |  |  |       |  |  | Thomas de Beauchamp, XI conte di Warwick |  |  | Guy de Beauchamp, X conte di Warwick |  |
|                                             |                                            |                                              |                                                  |  |  |       |  |  | Thomas de Beauchamp, XI conte di Warwick |  |  | Guy de Beauchamp, X conte di Warwick |  |
|                                             |                                            | Alice de Toeni                               |                                                  |  |  |       |  |  | Thomas de Beauchamp, XI conte di Warwick |  |  |                                      |  |
| Thomas de Beauchamp, XII conte di Warwick   |                                            |                                              |                                                  |  |  |       |  |  | Thomas de Beauchamp, XI conte di Warwick |  |  |                                      |  |
|                                             |                                            | Katherine Mortimer                           | Ruggero Mortimer, I conte di March               |  |  |       |  |  |                                          |  |  |                                      |  |
|                                             |                                            | Katherine Mortimer                           | Ruggero Mortimer, I conte di March               |  |  |       |  |  |                                          |  |  |                                      |  |
|                                             |                                            | Katherine Mortimer                           | Giovanna de Geneville, II baronessa di Geneville |  |  |       |  |  |                                          |  |  |                                      |  |
| Richard de Beauchamp, XIII conte di Warwick |                                            | Katherine Mortimer                           |                                                  |  |  |       |  |  |                                          |  |  |                                      |  |
|                                             |                                            | William Ferrers, III barone Ferrers di Groby | Henry Ferrers, II barone Ferrers di Groby        |  |  |       |  |  |                                          |  |  |                                      |  |
|                                             |                                            | William Ferrers, III barone Ferrers di Groby | Henry Ferrers, II barone Ferrers di Groby        |  |  |       |  |  |                                          |  |  |                                      |  |
|                                             |                                            | William Ferrers, III barone Ferrers di Groby | Isabel Verdon                                    |  |  |       |  |  |                                          |  |  |                                      |  |
| Margaret Ferrers                            |                                            | William Ferrers, III barone Ferrers di Groby |                                                  |  |  |       |  |  |                                          |  |  |                                      |  |
|                                             |                                            | Margaret Ufford                              | Robert de Ufford, I conte di Suffolk             |  |  |       |  |  |                                          |  |  |                                      |  |
|                                             |                                            | Margaret Ufford                              | Robert de Ufford, I conte di Suffolk             |  |  |       |  |  |                                          |  |  |                                      |  |
|                                             |                                            | Margaret Ufford                              | Margaret Norwich                                 |  |  |       |  |  |                                          |  |  |                                      |  |
| Anne de Beauchamp                           |                                            | Margaret Ufford                              |                                                  |  |  |       |  |  |                                          |  |  |                                      |  |
|                                             | Edward le Despenser, I barone le Despenser | Edward le Depsenser                          |                                                  |  |  |       |  |  |                                          |  |  |                                      |  |
|                                             | Edward le Despenser, I barone le Despenser | Edward le Depsenser                          |                                                  |  |  |       |  |  |                                          |  |  |                                      |  |
|                                             | Edward le Despenser, I barone le Despenser | Anne Ferrers                                 |                                                  |  |  |       |  |  |                                          |  |  |                                      |  |
| Thomas le Despenser, I conte di Gloucester  | Edward le Despenser, I barone le Despenser |                                              |                                                  |  |  |       |  |  |                                          |  |  |                                      |  |
|                                             |                                            | Elizabeth de Burghersh                       | Bartholomew de Burghersh, II barone di Burghersh |  |  |       |  |  |                                          |  |  |                                      |  |
|                                             |                                            | Elizabeth de Burghersh                       | Bartholomew de Burghersh, II barone di Burghersh |  |  |       |  |  |                                          |  |  |                                      |  |
|                                             |                                            | Elizabeth de Burghersh                       | Cecily de Weyland                                |  |  |       |  |  |                                          |  |  |                                      |  |
| Isabel le Despenser                         |                                            | Elizabeth de Burghersh                       |                                                  |  |  |       |  |  |                                          |  |  |                                      |  |
|                                             |                                            | Edmondo Plantageneto, I duca di York         | Edoardo III d'Inghilterra                        |  |  |       |  |  |                                          |  |  |                                      |  |
|                                             |                                            | Edmondo Plantageneto, I duca di York         | Edoardo III d'Inghilterra                        |  |  |       |  |  |                                          |  |  |                                      |  |
|                                             |                                            | Edmondo Plantageneto, I duca di York         | Filippa di Hainaut                               |  |  |       |  |  |                                          |  |  |                                      |  |
| Costanza di York                            |                                            | Edmondo Plantageneto, I duca di York         |                                                  |  |  |       |  |  |                                          |  |  |                                      |  |
|                                             |                                            | Isabella di Castiglia                        | Pietro I di Castiglia                            |  |  |       |  |  |                                          |  |  |                                      |  |
|                                             |                                            | Isabella di Castiglia                        | Pietro I di Castiglia                            |  |  |       |  |  |                                          |  |  |                                      |  |
|                                             |                                            | Isabella di Castiglia                        | Maria di Padilla                                 |  |  |       |  |  |                                          |  |  |                                      |  |
|                                             |                                            | Isabella di Castiglia                        |                                                  |  |  |       |  |  |                                          |  |  |                                      |  |

## Il gioiello di Middleham
Gli studiosi ritengono che Anne de Beauchamp sia stata una delle probabili proprietarie del celebre gioiello di Middleham, pendente in oro del XV secolo (rinvenuto nel 1985 nei pressi del castello di Middleham, nel North Yorkshire). Il gioiello presenta incisioni raffiguranti la vita di Gesù e immagini di santi celebri, tra cui San Giorgio, protettore dell'Inghilterra. È a forma di rombo e porta incastonato un prezioso zaffiro blu. È considerato uno dei migliori esempi di oreficeria gotica medioevale inglese mai ritrovati. Il pendente è conservato nello Yorkshire Museum di York, che lo acquistò nel 1992 a un'asta di Sotheby's per 2,5 milioni di sterline.